# Локтюшев Сергій Олександрович
Ло́ктюшев Сергí́й Олекса́ндрович (1 жовтня 1878, Синтульский завод, Рязанська губернія — 17 березня 1943) — вчений, археолог, педагог, музейник.

## Біографія
Навчався у Московському імператорському Строгановському центральному училищі технічного малювання (1896—1902) та Московському імператорському історико-археологічному інституті (1910—1915). У 1915 році захистив дисертацію на тему: «Культура кам'яної доби в межах Рязанської губернії».
У 1920 році сприяв створенню у м. Луганську губернського музею. Працював завідувачем музейно-екскурсійної секції Луганського губернського відділу народної освіти. У цьому році був обраний колегією професорів Державного Донського археологічного інституту викладачем кафедри археології.
Наприкінці 1923 р. викладач краєзнавства та економічної географії Донецького інституту народної освіти у м. Луганську. Проводив польові науково-дослідні археологічні роботи в околицях м. Луганська, по середній течії р. Сіверський Донець, Старобільському повіті (1923, 1925) та у Рязанській губернії (1927).
У 1926 році організував при Археологічній секції Наукового товариства на Донеччині археологічний музей. З листопада 1927 р. завідував Луганським краєвим соціальним музеєм та перебував на посадах: завідувача, заступника завідувача та наукового співробітника.
В 1938 році вийшов на пенсію і далі працював професором Ворошиловградського державного педагогічного інституту ім. Т. Г. Шевченка (колишнього ДІНО).
20 лютого 1943 року, С. О. Локтюшев був заарештований органами НКВС за звинуваченням у загибелі музею і державній зраді. 17 березня 1943 р. він раптово помер у Погорелівській в'язниці.
Реабілітований у 1990 році.